# Pultenaea arida
Pultenaea arida är en ärtväxtart som beskrevs av Ernst Georg Pritzel. Pultenaea arida ingår i släktet Pultenaea och familjen ärtväxter. Inga underarter finns listade i Catalogue of Life.